# 록커 (2008년 영화)
《록커》(영어: The Rocker)는 2008년 개봉한 미국의 코미디 영화이다. 피터 커타니오가 연출하고, 마이아 포브스와 월리스 월로다스키가 공동으로 각본을 썼다. 레인 윌슨, 크리스티나 애플게이트, 제프 갈린, 조시 개드, 테디 가이거, 에마 스톤 등이 출연하였다.
2008년 8월 20일에 개봉하여 엇갈리는 평가를 받았으며, 박스 오피스 봄이 되어 제작비 회수에 실패하였다.

## 줄거리
1986년 오하이오주 클리블랜드 글램 메탈 밴드 베수비어스에게 한 음반 회사가 계약을 타진한다. 이 회사는 화이트스네이크 순회 공연 시작 무대(opening act)를 조건으로 제시하면서 현 드럼 연주자 피시를 쫓아내고 그 자리에 회사 회장의 조카를 대신 꽂아넣을 것을 제의한다. 
20년 뒤. 베수비어스는 유명 밴드가 되었고, 동료들에게 버려진 피시는 드럼을 그만둔 지 오래이다. 피시의 고등학생 조카 맷은 얼터너티브 록 밴드 A.D.D.에서 건반을 맡고 있다. 
어느 날 A.D.D.가 학교 프롬 공연을 앞둔 가운데 드럼 연주자가 정학을 당한다. 피시는 그 대타를 뛰면서 다시 드럼 스틱을 손에 쥔다. 
얼마 뒤 피시가 더위 때문에 속옷 한 장 없이 알몸 상태로 합주를 한 아이챗 연습 동영상이 널리 입소문을 탄다. 이 덕분에 A.D.D.는 베수비어스가 소속된 음반 회사와 계약을 하게 되는데... 

## 출연
- 레인 윌슨 - 로버트 "피시" 피슈먼 역
- 크리스티나 애플게이트 - 킴 파월 역
- 조시 개드 - 맷 개드먼 역
- 테디 가이거 - 커티스 파월 역
- 에마 스톤 - 어밀리아 스톤 역
- 제이슨 수데이키스 - 데이비드 마셜 역
- 제인 린치 - 리사 개드먼 역
- 제프 갈린 - 스탠 개드먼 역
- 윌 아넷 - 렉스 드레넌 역
- 프레드 아미슨 - 웨인 커 역
- 하워드 헤스먼 - 니브 게이터 역
- 로니 로스 - 티미 스틱스 역
- 브래들리 쿠퍼 - 트래시 그라이스 역
- 존 글레이저 - 빌리 올트 역
- 디미트리 마틴 - 킵 역
- 아지즈 안사리 - 아지즈 역
- 니콜 아버 - 저질 그루피 역
- 피트 베스트 - 버스 정류장의 남자 역
- 제인 크러카우스키 - 캐럴 역
- 서맨사 와인스틴 - 바이얼릿 역
- 조너선 맬런 - 제러미 역

## 사운드트랙
| 순서          | 제목                        | 창작자                                        | 공연자        | 재생 시간 |
| ------------- | --------------------------- | --------------------------------------------- | ------------- | --------- |
| 1.            | "Tomorrow Never Comes"      | 채드 피셔                                     | 테디 가이거   | 4:06      |
| 2.            | "Bitter"                    | 피셔                                          | 가이거        | 2:38      |
| 3.            | "Living for the First Time" | 크리스토퍼 페이지 / 페러비 라이언하트         | 가이거        | 3:27      |
| 4.            | "Down"                      | 라이언하트 / 페이지                           | 가이거        | 3:22      |
| 5.            | "Great Escape"              | 피셔                                          | 가이거        | 2:27      |
| 6.            | "Coming Through In Stereo"  | 피셔 / 패트릭 훌리핸                          | 가이거        | 3:07      |
| 7.            | "Nothin' But a Good Time"   | CC 더빌 / 브렛 마이클스 / 리처드 림 / 보비 돌 | 가이거        | 3:32      |
| 8.            | "Too Far"                   | 피셔                                          | 가이거        | 3:25      |
| 9.            | "I'm So Bitter"             | 피셔                                          | 가이거        | 3:03      |
| 10.           | "Promised Land"             | 피셔 / 팀 브라이트 / 크리스 링크              | 베수비어스    | 3:39      |
| 11.           | "Pompeii Nights"            | 치킨 / 링크 / 브라이트 / 피셔                 | 베수비어스    | 2:38      |
| 12.           | "The Rocker Score Suite"    | 피셔                                          | 채드 피셔     | 3:28      |
| 총 재생 시간: | 총 재생 시간:               | 총 재생 시간:                                 | 총 재생 시간: | 38:41     |